# Kate Lyn Sheil
Kate Lyn Sheil (n. Jersey City, 13 de junio de 1985) es una actriz estadounisense. Es conocida principalmente por su participación en las películas independientes You're Next, V/H/S, The Color Wheel, The Sacrament y la galardonada serie de Netflix, House of Cards.
Sheil nació y creció en Jersey City, Nueva Jersey. Estudió en la Tisch School of the Arts de la Universidad de Nueva York, draduándose como actriz en 2006. También estudió actuación en el Instituto de Teatro y Cine Lee Strasberg.
En 2016, después de que su película Kate Plays Christine se estrenara en el Festival de Cine de Sundance, la revista Rolling Stone se refirió a Sheil como «la Meryl Streep de la comunidad de películas de bajo presupuesto».

## Filmografía

### Cine
| Año  | Título                     | Rol                     | Notas                        |
| ---- | -------------------------- | ----------------------- | ---------------------------- |
| 2007 | Aliens                     | Lisa                    | Cortometraje                 |
| 2009 | Knife Point                | Anna                    | Cortometraje                 |
| 2009 | Impolex                    | Katie                   |                              |
| 2010 | Gabi on the Roof in July   | Dory                    |                              |
| 2011 | The Zone                   | Kate                    |                              |
| 2011 | Happy Life                 | Leslie                  |                              |
| 2011 | Silver Bullets             | Claire                  |                              |
| 2011 | Green                      | Genevieve               |                              |
| 2011 | The Color Wheel            | Julia                   |                              |
| 2011 | You're Next                | Talia                   |                              |
| 2011 | Cat Scratch Fever          | Mary Ellen              |                              |
| 2011 | Catching Up at Rock Bottom | Sara                    | Cortometraje                 |
| 2012 | The Comedy                 | Camarera                |                              |
| 2012 | V/H/S                      | Chica                   | Segmento: «Second Honeymoon» |
| 2012 | Sun Don't Shine            | Crystal                 |                              |
| 2012 | Somebody Up There Likes Me | Exesposa                |                              |
| 2012 | The Unspeakable Act        | Madeleine               |                              |
| 2012 | First Winter               | Kate                    |                              |
| 2013 | Pollywogs                  | Sarah                   |                              |
| 2013 | Hellaware                  | Lexie                   |                              |
| 2013 | The Apocalypse             | Kate                    | Cortometraje                 |
| 2013 | The Sacrament              | Sarah                   |                              |
| 2014 | Listen Up Philip           | Nancy                   |                              |
| 2014 | Empire Builder             | Jenny                   |                              |
| 2014 | The Heart Machine          | Virginia                |                              |
| 2014 | Super Sleuths              | Sally Blue Frankenfrass | Cortometraje                 |
| 2014 | Young Bodies Heal Quickly  | Hermana                 |                              |
| 2014 | Helberger in Paradise      | Nora                    | Cortometraje                 |
| 2014 | Thanksgiving               | Kate                    |                              |
| 2014 | The Hardest Word           | Hannah                  | Cortometraje                 |
| 2015 | Queen of Earth             | Michelle                |                              |
| 2015 | Kiss Kiss Fingerbang       | Alison                  | Cortometraje                 |
| 2015 | A Wonderful Cloud          | Katelyn                 |                              |
| 2015 | Tears of God               | Ida                     |                              |
| 2015 | Equals                     | Kate                    |                              |
| 2015 | Octopus                    | Olivia                  | Cortometraje                 |
| 2016 | Kate Plays Christine       | Ella misma              | Documental                   |
| 2016 | Buster's Mal Heart         | Marty                   |                              |
| 2016 | Children                   | Heidi                   | Cortometraje                 |
| 2017 | Golden Exits               | Paciente                |                              |
| 2017 | Brigsby Bear               | Nina y Arielle Smiles   |                              |
| 2017 | Thank You for Your Service | Bell                    |                              |
| 2017 | Radio Mary                 | Mary                    |                              |
| 2018 | Mountain Rest              | Frankie                 |                              |
| 2019 | The Sound of Silence       | Nancy                   |                              |
| 2019 | Lost Holiday               | Margaret                |                              |
| 2019 | White Echo                 | Carla                   | Cortometraje                 |
| 2020 | She Dies Tomorrow          |                         |                              |

### Televisión
| Año             | Título                    | Rol                   | Notas                                        |
| --------------- | ------------------------- | --------------------- | -------------------------------------------- |
| 2012            | American Experience       | Harriet Beecher Stowe | Serie documental                             |
| 2013            | The Traditions            | Michaela              | Serie                                        |
| 2014–2015, 2017 | House of Cards            | Lisa Williams         | Participación recurrente                     |
| 2016            | The Girlfriend Experience | Avery Suhr            | Episodios: «Entry», «A Friend» y «Retention» |
| 2016–2018       | Outcast                   | Allison Barnes        | Serie                                        |
| 2018            | High Maintenance          | Jules                 | Serie                                        |